# Jim Miller (Nordischer Kombinierer)
James George „Jim“ Miller (* 10. November 1947 in Syracuse, New York) ist ein ehemaliger US-amerikanischer Nordischer Kombinierer.
Miller wurde 1966 nationaler Juniorenmeister in der Nordischen Kombination. 1968 und 1970 gewann er bei den NCAA-Meisterschaften. Bei den Profis wurde er insgesamt dreimal US-amerikanischer Meister (1966, 1969, 1970) in der Nordischen Kombination und einmal im Skispringen. Außerdem trat er bei drei Winter-Universiaden an und durfte dabei 1968 die Flagge bei der Eröffnungsfeier tragen. Im gleichen Jahr nahm er an den Olympischen Winterspielen in Grenoble, Frankreich teil. Dabei gelang ihm ein 26. Platz. 1972 reichte es im japanischen Sapporo für Rang 34.
Millter besuchte das Fort Lewis College und wurde 2001 in die dortige Hall of Fame aufgenommen.